# العلوم والتكنولوجيا في هولندا
يتمتع العلم والتكنولوجيا في هولندا بتاريخ طويل، حيث أنتج العديد من الإنجازات والاكتشافات البارزة في هذا المجال. وهو عنصر مهم في التنمية الاقتصادية والاجتماعية في هولندا. الحكومة الهولندية هي المحرك للتقدم العلمي والتكنولوجي حيث يتجاوز الإنفاق العلمي 4.5 مليار يورو كل عام. 
هولندا دولة صغيرة ومسطحة تقع شمال غرب أوروبا وتغطي المياه 18.5% من مساحتها.  تشترك في حدودها الشرقية مع ألمانيا، وحدودها الجنوبية مع بلجيكا، أما حدودها الغربية والشمالية فمشتركة مع بحر الشمال.  هولندا هي جزء من مملكة هولندا الأكبر (التي تضم أيضًا دول أروبا وكوراساو وسانت مارتن بالإضافة إلى أراضي بونير وسابا وسانت أوستاسيوس؛ جميعها مستعمرات سابقة تقع في منطقة البحر الكاريبي).  هولندا عضو مؤسس في حلف شمال الأطلسي والمفوضية الأوروبية وخليفتها الاتحاد الأوروبي.
يُشار إلى العلم هنا على أنه الجهد المستمر لدراسة وفهم العالم الطبيعي وتاريخه وسلوكه باستخدام منهجية منتظمة تعتمد على الأدلة.  التكنولوجيا هي تطبيق المعرفة العلمية لأغراض عملية بما في ذلك العمليات والأدوات والمهارات والمواد. وتستخدم بالتعاون مع العلم كأداة لحل المشكلات وتعزيز القدرات البشرية.
حلّت الدولة في المرتبة السابعة بين الدول الأكثر ابتكارًا في العالم في مؤشر الابتكار العالمي لعام 2023، بانخفاض من المرتبة الثانية في عام 2018.  وتراجعت للمركز الثامن في مؤشر عام 2024.

## لمحة تاريخية
كان القرن السابع عشر فترة مميزة بالنسبة للهولنديين بقواتهم الدفاعية القوية وعملتهم المقبولة دوليًا. في هذا العصر الذهبي الهولندي، عمل العديد من العلماء الهولنديين على خلق طفرة فكرية.  كانت هولندا باعتبارها لاعباً رئيسياً في التجارة العالمية، تمتلك شبكة تجارية واسعة. عاد التجار والعاملون الدوليون برسومات وعينات من النباتات والحيوانات. وأصبحت البيانات الجديدة متاحة أيضًا. وقد دفعت هذه العوامل إلى إجراء أبحاث علمية على الحيوانات والنباتات، وحفزت على زيادة الاستثمار في الدراسات العلمية.
في ثمانينيات القرن التاسع عشر، كان لانخفاض أسعار الحبوب تأثير كبير على المجتمع الهولندي. كان التدخل الحكومي ضروريًا لمنع الفقر، وقد خلقت هذه الإجراءات نموذجًا لتطوير السياسة العلمية في هولندا.  وقد أثبتت التجارب العلمية وجود علاقة إيجابية بين الأسمدة الصناعية ونوعية التربة وإنتاجية الحبوب وتكاليف الإنتاج. وتعاونت المنظمات العامة والخاصة لإعلام المزارعين الهولنديين بهذا الاكتشاف استناداً إلى التحليل التجريبي. ويعتبر هذا أول تطبيق متعمد للبحث العلمي في هولندا.  تتحمل الحكومة الهولندية مسؤولية البحث العلمي والتطوير حتى يومنا هذا. 

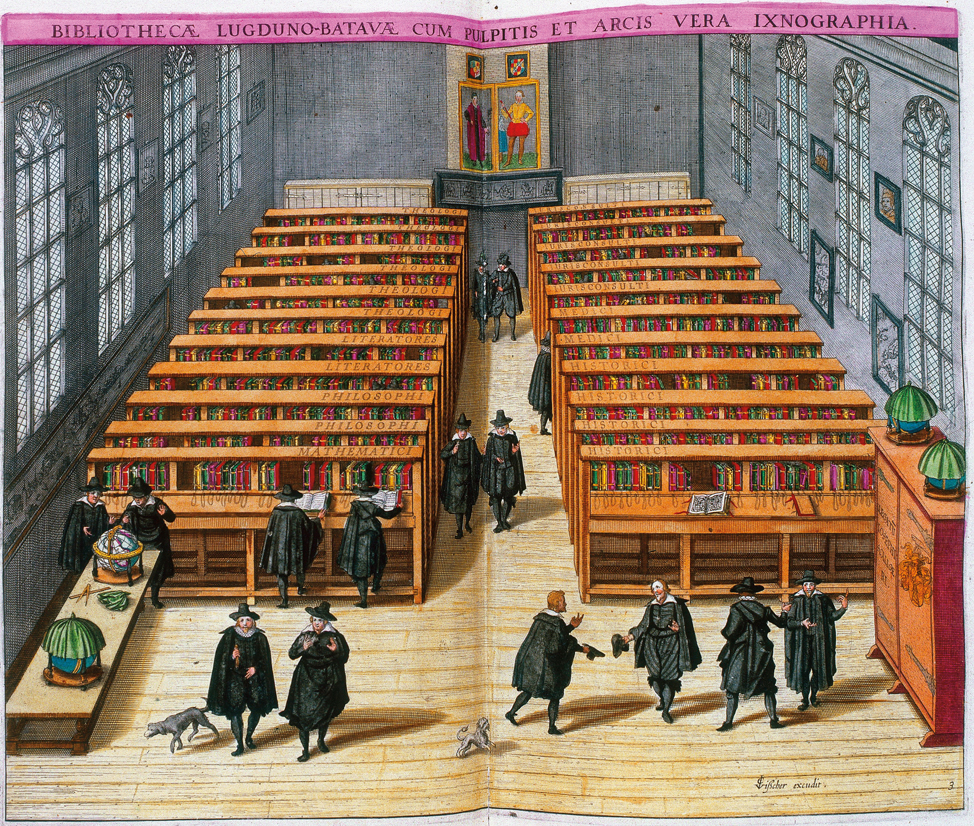
مكتبة جامعة لايدن (1610)

## المؤسسات
كانت الجامعات الرئيسية في هولندا بما في ذلك جامعة ليدن (التي تأسست عام 1575)، وجامعة فرانكير (التي تأسست عام 1585)، وجامعة جرونينجن (التي تأسست عام 1614) هي القوى الدافعة للمعرفة العلمية في هولندا حيث لم يتم إنشاء الجمعيات العلمية حتى أواخر القرن الثامن عشر. 
يُنظّم البحث العلمي في هولندا في المقام الأول من طرف الجامعات. تجري مؤسسات البحث أحيانًا أبحاثًا وترتبط ارتباطًا وثيقًا بجامعة واحدة أو أكثر. 

## السياسة العلمية
مسؤولية الحكومة
يعد العلم والتكنولوجيا عنصراً هاماً في التنمية الاقتصادية والاجتماعية للمجتمع الهولندي، وبالتالي فهو محاط بسياسة الحكومة.

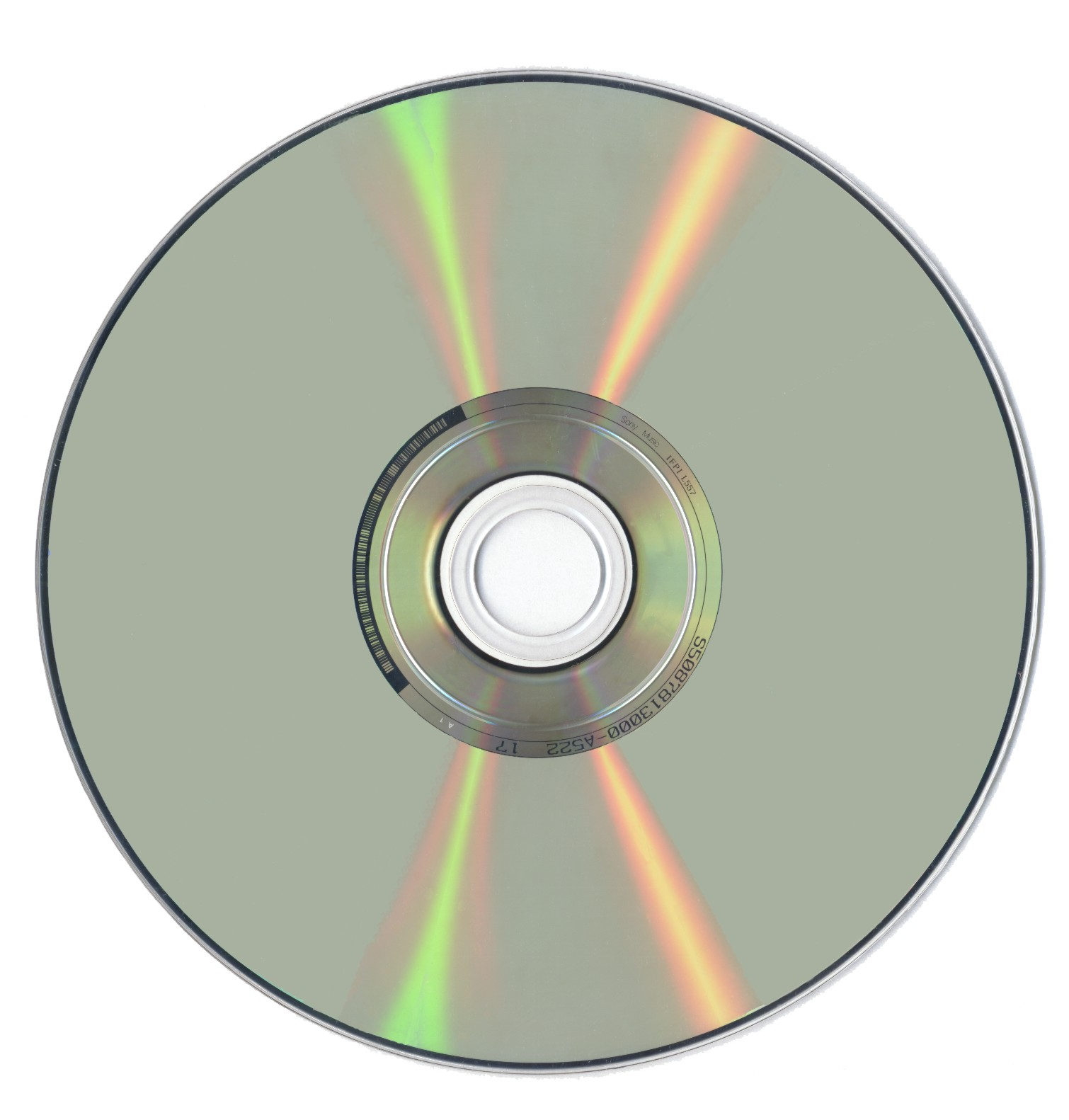
اخترعت القرص المضغوط شركة فيليبس وسوني في سبعينيات القرن العشرين، حيث يتناسب حجم الفتحة الداخلية للقرص المضغوط مع العملة الهولندية فئة 10 سنتات

وزارة التعليم والثقافة والعلوم الهولندية (OCW) هي السلطة الرئيسية في السياسة العلمية الهولندية. الوزارة مسؤولة عن الأجندة الاستراتيجية للتعليم العالي الهولندي وميزانية العلوم التي تُنشر كل أربع سنوات. تتحمل وزارة التعليم والثقافة والعلوم أيضًا مسؤولية العديد من منظمات البحث بما في ذلك المنظمة الهولندية للبحث العلمي (NWO)، والمنظمة الهولندية للأبحاث التطبيقية (TNO)، والأكاديمية الملكية الهولندية للفنون والعلوم (KNAW)، والمكتبة الملكية (KB) بالإضافة إلى الجامعات العامة. 
تتولى وزارة الشؤون الاقتصادية مسؤولية التحكم في سياسة البحث العلمي والتطوير بالإضافة إلى سياسة التكنولوجيا والابتكار. معًا، يعد حزب OCW وحزب EZ الأكثر أهمية في سياسة الحكومة الهولندية. 

## البحث والتطوير

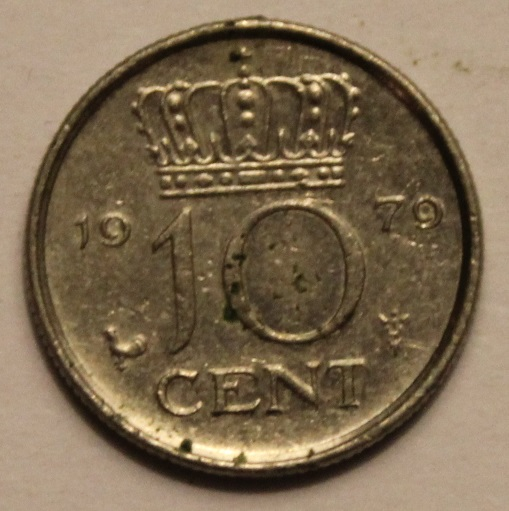
عملة هولندية بقيمة 10 سنتات

تدعم المؤسسات والجامعات والصناعة الهولندية البحث والتطوير، ما منح نظام الابتكار في هولندا مرتبة عالية. 
سلطت مراجعة سياسة الابتكار لعام 2014  التي أجرتها منظمة التعاون الاقتصادي والتنمية الضوء على نجاح هولندا في نظام الابتكار الخاص بها، حيث أرجعت ذلك إلى العديد من العوامل بما في ذلك أدائها الاجتماعي والاقتصادي على المدى الطويل، وقاعدة الموارد البشرية، والتكامل في الاقتصاد العالمي، والبنية الأساسية المتطورة، والأداء ومهارات الشركات الهولندية، وبيئة الأعمال الداعمة، والوصول العالمي لشركاتها المتعددة الجنسيات. ومن خلال النشر المشترك عبر الحدود والمنشورات العامة والخاصة، يتضح اتساع شبكة الأبحاث الهولندية.
كما هو الحال مع العديد من البلدان الأخرى، فإن المصدر الرئيسي لتمويل البحث والتطوير في هولندا هو قطاع الأعمال. في عام 2003، مولت الشركات 51% من إجمالي الإنفاق على البحث والتطوير، في حين مولت الحكومة 36%. وكان الاستثمار الأجنبي هو المصدر الثالث الأكبر بنسبة 11%.  في عام 2004، بلغت نسبة البحث والتطوير الذي أجرته الشركات قرابة 58%، حيث شاركت سبع شركات في 29% من إجمالي البحث والتطوير في هولندا.  كانت شركة فيليبس الهولندية متعددة الجنسيات هي المساهم الأكبر، حيث أجرت خُمس البحث والتطوير في قطاع الأعمال.
تعتبر الجامعات والمؤسسات البحثية القوية من بين نقاط القوة الأخرى التي ذكرتها منظمة التعاون الاقتصادي والتنمية، فضلاً عن العدد الكبير والجودة العالية للمنشورات العلمية. تحتل هولندا (14.5%) المرتبة الثانية بعد سويسرا (15.7%) في الترتيب الدولي لحصة المنشورات البحثية التي تقع ضمن أعلى 10% من المنشورات الأكثر استشهاداً. 
وأشار تقرير منظمة التعاون الاقتصادي والتنمية  أيضًا إلى نقاط ضعف تشمل التغييرات المتكررة في سياسة الابتكار، والافتقار إلى الاعتراف بتأثير العلم والتكنولوجيا على الجمهور، وثقافة ريادة الأعمال، وانخفاض معدلات التخرج من التعليم العالي، ونمو الإنتاجية على المدى الطويل، وانخفاض الإنفاق على البحث العلمي. 